# Río Guayquiraró
El río Guayquiraró es un río de la cuenca hidrográfica del río Paraná, que recorre unos 158 kilómetros, mayormente sirviendo de límite entre las provincias de Entre Ríos y de Corrientes en Argentina. Nace en las estribaciones de la cuchilla Grande por la unión de los arroyos Vertiente y Espinillo en el Departamento Curuzú Cuatiá de la Provincia de Corrientes. Discurre en dirección noreste-sudoeste, sirve de límite entre los departamentos Curuzú Cuatiá y Sauce y desde la confluencia con el arroyo Basualdo es portador del límite interprovincial hasta desembocar en el riacho Espinillo, que es el brazo este del río Paraná que rodea a la isla Curuzú Chalí. 
Su cuenca ocupa unos 9701 km².
Desde la vertiente correntina, recibe la afluencia del arroyo Sarandí y desde el norte de Entre Ríos de los arroyos de las Mulas y Pajas Blancas. Su caudal medio alcanza los 43 m³/s.
En parte de su curso y márgenes (cubiertas por selva de galería) se ubica la reserva natural provincial homónima. El río es navegable pero se halla con escollos de árboles arrastrados.
Lo atraviesa la Ruta Nacional 12 mediante un puente interprovincial en Paso Telégrafo, donde un nuevo puente inaugurado en 2010 remplazó al inaugurado en 1938. Otro puente interprovincial lo atravesaba desde 1965 en Paso Yunque (o Juncué), pero fue destruido por una creciente en 2000. Un tercer puente interprovincial se halla en Paso Ocampo, en la ruta que une las localidades de Sauce y San José de Feliciano.
La ley nacional N° 1149 del 22 de diciembre de 1881 confirmó al río Guayquiraró como límite interprovincial definitivo: 

(...) el arroyo Mocoretá, arroyo Tunas, una línea que corta la cuchilla Basualdo hasta las nacientes del arroyo del mismo nombre. Por esta corriente hasta el Guayquiraró y por éste hasta su desagüe en el Paraná.
Ley Nacional Nº 1149

La resolución N.º 4829 SPG del 13 de octubre de 2005 (Entre Ríos) resolvió declarar zona de reserva para la pesca deportiva a todos los ambientes acuáticos del Departamento La Paz, incluyendo el sector correspondiente al río Guayquiraró.